# الحرب الميدو بابلية ضد الإمبراطورية الآشورية
الحرب الميدو بابلية ضد الإمبراطورية الآشورية كانت آخر حرب خاضتها الإمبراطورية الآشورية الحديثة بين عامي 626 و609 قبل الميلاد. واجه ملك آشور الجديد، سين شار إشكون (حكم 627 إلى 612) الذي خلف أخيه آشور إيتيل إيلاني (حكم من 631 إلى 627)، على الفور تمرد أحد قادة جنرالات أخيه، سين شومو ليشير الذي حاول اغتصاب العرش لنفسه. ومع أنه تم التعامل مع هذا التهديد بشكل سريع نسبيًا، إلا أن عدم الاستقرار الناجم عن الحرب الأهلية القصيرة ربما جعل من الممكن لجنرال آخر، نبوبولاسر (حكم 626 إلى 605)، أن ينتفض ويستولي على السلطة في بابل. إن عدم قدرة سين شار إشكون على هزيمة نبوبولاسر، رغم المحاولات المتكررة على مدار عدة سنوات، سمحت لنبوبولاسر بتوطيد سلطته وتشكيل الإمبراطورية البابلية الحديثة، واستعادة الاستقلال البابلي بعد أكثر من قرن من الحكم الآشوري. ثم غزت الإمبراطورية البابلية الحديثة، والإمبراطورية الميدية، المشكلة حديثًا، تحت حكم الملك سياخريس (حكم 625-585)، قلب الآشوريين. وفي عام 614، استولى الميديون الاكراد على آشور ونهبوها، وهي القلب الاحتفالي والديني للإمبراطورية الآشورية، وفي عام 612 هاجمت جيوشهم المشتركة ودمرت نينوى، العاصمة الآشورية. مصير سين شار إشكون مازال مجهولًا لكن يُفترض أنه مات دفاعًا عن عاصمته. لقد خلفه كملك لآشور أوباليط الثاني (حكم 612-609)، وربما ابنه، الذي حشد ما تبقى من الجيش الآشوري في مدينة حران، حيث تحالف في فترة حكمه مع مصر لمدة ثلاث سنوات، في محاولة أخيرة لمقاومة الغزو الميدو البابلي لمملكته.
الحرب أدت في النهاية إلى تدمير الإمبراطورية الآشورية.

## الخلفية
في النصف الأول من القرن السابع قبل الميلاد، كانت الإمبراطورية الآشورية في أوج قوتها، حيث سيطرت على الهلال الخصيب بأكمله، وتحالفت مع مصر. ومع ذلك، عندما توفي آشوربانيبال في العام 631 قبل الميلاد، قوبل ابنه وخليفته آشور إيتيل إيلاني بالمعارضة والاضطرابات، وهو أمر شائع في التاريخ الآشوري. حاول مسؤول آشوري يُدعى نابو-ريحتو-أوسر، الاستيلاء على العرش الآشوري بمساعدة مسؤول آخر، هو سن شار ابن، لكن الملك، على الأرجح بمساعدة سين شومو ليشير، أوقف نابو-ريحتو-أوسر. سحق سن شار ابن المؤامرة بسرعة نسبيًا. ومع ذلك، فمن المحتمل أن بعض أتباع آشور استخدموا حكم ما اعتبروه حاكمًا ضعيفًا لتحرير أنفسهم من السيطرة الآشورية وحتى مهاجمة البؤر الاستيطانية الآشورية. في حوال العام 628، امتدت أراضي يوشيا، وهو تابع آشوري وملك يهوذا في بلاد الشام، حتى وصلت إلى الساحل، واستولى على مدينة أسدود واستقر بعضًا من شعبه هناك. نهاية آشور إيتيل إيلاني غير واضحة، ولكن يُفترض بشدة، دون أي دليل داعم، أن شقيق آشور إيتيل إيلاني حارب معه على العرش، وفي النهاية، اعتلى العرش في منتصف عام 627. وفي نفس الوقت تقريبًا، توفي ملك بابل التابع، كاندالانو، مما أدى إلى أن يصبح سين شار إشكون أيضًا حاكمًا لبابل، كما ثبت من خلال النقوش التي كتبها في المدن الجنوبية مثل نيبور وأوروك وسيبار وبابل نفسها.

## الحرب

### صعود بابل

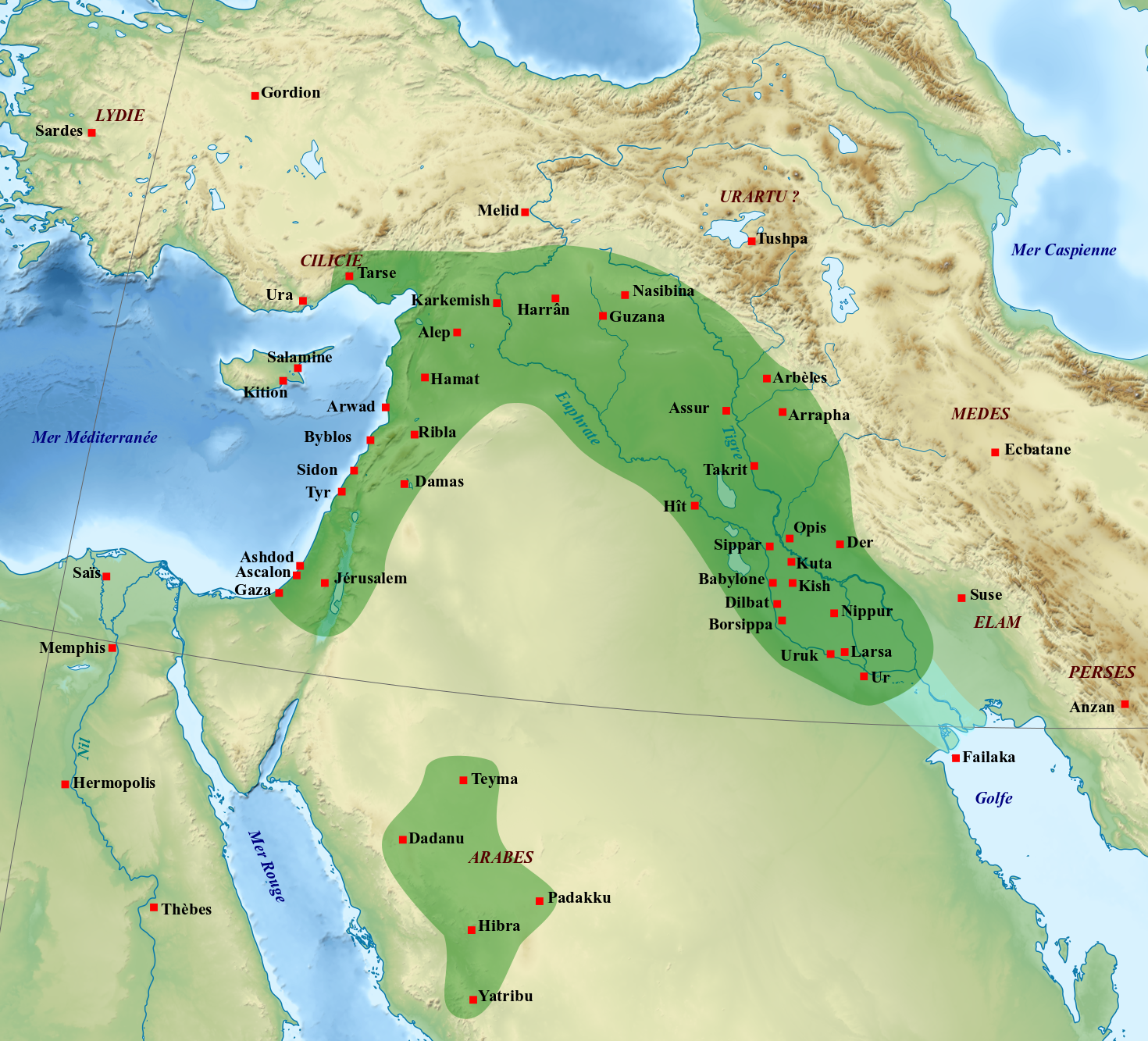
حكم الإمبراطورية البابلية الحديثة تحت حكم نبو نيد (حكم 556 إلى 539 قبل الميلاد)

لم يدم حكم سين شار إشكون لبابل طويلًا، حيث تمرد الجنرال سين شومو ليشير فور وصوله إلى العرش. لقد كان سين شومو ليشير شخصية رئيسية في عهد آشور إيتيل إيلاني، وقد أخمد العديد من الثورات وربما كان الزعيم الفعلي للبلاد. هذا قد يعرض منصب الملك الجديد للخطر، لذلك ثار في محاولة للاستيلاء على السلطة لنفسه. استولى سين شومو ليشير على بعض المدن في شمال بابل، بما في ذلك نيبور وبابل نفسها وحكم هناك لمدة ثلاثة أشهر قبل أن يهزمه سين شار إشكون. ربما استخدم حاكم بابل، نبوبولاسر، عدم الاستقرار السياسي الناجم عن الثورة السابقة واستمرار فترة ما بين العرش في الجنوب، حيث هاجم كل من نيبور وبابل. لقد تم تتويجه رسميًا ملكًا على بابل في 22/23 نوفمبر 626م، واستعاد بابل كمملكة مستقلة.
في 625-623، حاولت قوات سين شار إشكون مرة أخرى هزيمة نبوبولاسر، وقامت بحملتها في شمال بابل. كانت الحملات الآشورية ناجحة في البداية، حيث استولت على مدينة سيبار عام 625 وصدت محاولة نبوبولاسر لإعادة احتلال نيبور. كما توقف تابع آشوري آخر، عيلام، عن دفع الجزية لآشور خلال هذا الوقت وثارت عدد من المدن البابلية، مثل دير، وانضمت إلى نبوبولاسر. وإدراكًا للتهديد الذي يمثله هذا، قاد سين شار إشكون بنفسه هجومًا مضادًا واسع النطاق شهد استعادة أوروك بنجاح في 623.
كان من الممكن أن يكون سين شار إشكون قد انتصر في النهاية، لكن حدثت ثورة أخرى بقيادة جنرال آشوري في المقاطعات الغربية للإمبراطورية في 622. استغل هذا الجنرال، الذي لا يزال اسمه مجهولًا، غياب قوات سين شار إشكون للتقدم في مسيرة إلى نينوى، والتقى بجيش استسلم دون قتال ونجح في الاستيلاء على العرش الآشوري. يشير استسلام الجيش إلى أن المغتصب كان آشوريًا وربما فردًا من العائلة المالكة، أو على الأقل شخصًا يمكن قبوله كملك. بعدها تخلى سين شار إشكون عن حملته البابلية لهزيمة المغتصب، وأنجز المهمة بعد ما يقرب من مائة يوم من الحرب الأهلية. لكن غياب الجيش الآشوري شهد غزو البابليين لآخر البؤر الاستيطانية الآشورية المتبقية في بابل في 622-620. بدأ الحصار البابلي لأوروك بحلول أكتوبر 622، ومع انتقال السيطرة على المدينة القديمة بين آشور وبابل، إلا أنها كانت تحت الحكم البابلي بحلول عام 620، وقد عزز نبوبلاسر حكمه على بابل بأكملها. وخلال السنوات التالية، حقق البابليون عدة انتصارات أخرى ضد الآشوريين وبحلول عام 616، وصلت قوات نبوبولاسر حتى نهر البليخ. لقد سار الفرعون إبسماتيك الأول، حليف آشور، بقواته لمساعدة سين شار إشكون. قام الفرعون المصري خلال السنوات القليلة الماضية بحملة من أجل بسط هيمنته على دول-مدن بلاد الشام الصغيرة وكان من مصلحته أن نجت آشور كدولة عازلة بين إمبراطوريته وإمبراطوريته البابليين والميديين في الشرق. كما شُنت حملة مصرية-آشورية مشتركة للاستيلاء على مدينة جابلينو في أكتوبر من عام 616، لكنها انتهت بهزيمة، وبعدها ظل الحلفاء المصريون في غرب نهر الفرات، ولم يقدموا سوى دعم محدود. وفي عام 616، هزم البابليون القوات الآشورية في عرفة ودفعوهم إلى الزاب الصغير. ورغم فشل نبوبولاسر في الاستيلاء على آشور، المركز الاحتفالي والديني لآشور في مايو من العام التالي، والذي أجبره على التراجع إلى تكريت، إلا أن الآشوريين لم يتمكنوا من الاستيلاء على تكريت وإنهاء تمرده.

### تدخل ميديا

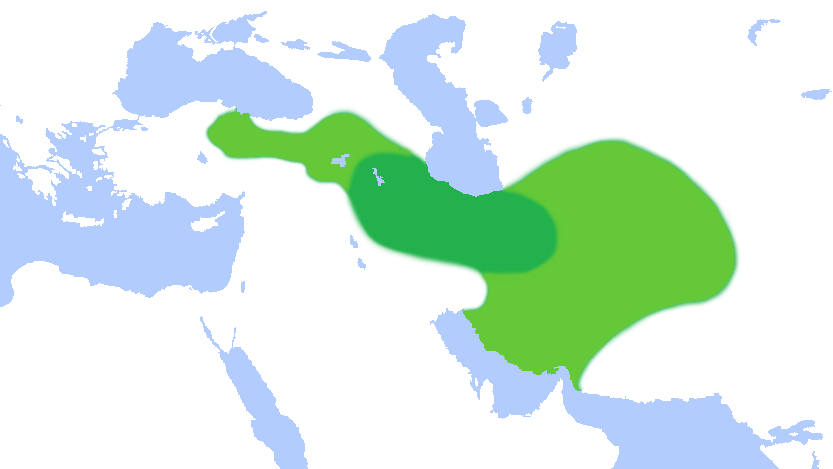
خريطة للإمبراطورية الميدية في أقصى امتداد لها (القرن السادس قبل الميلاد)، وفقًا للمؤرخ اليوناني القديم هيرودوت.

في أكتوبر أو نوفمبر 615، غزا الميديون تحت قيادة الملك سياخريس آشور وغزوا المنطقة المحيطة بمدينة عرفة استعدادًا لحملة نهائية كبيرة ضد الآشوريين. في نفس العام، هزموا سين شار إشكون في معركة تاربيسو، وفي عام 614، احتلوا مدينة أشور ونهبوها وقتلوا العديد من سكانها. وصل نبوبولاسر إلى آشور فقط بعد أن بدأ النهب بالفعل واجتمع مع سياخريس، متحالفًا معه، ووقع اتفاقية مناهضة للآشوريين، وتزوج نبوخذ نصر، ابن نبوبولاسر، من أميرة ميدية. وبعد فترة وجيزة، قام سين شار إشكون بمحاولته الأخيرة في هجوم مضاد، وهرع لإنقاذ مدينة Rahilu المحاصرة، لكن جيش نبوبولاسر تراجع قبل أن تبدأ المعركة. في عام 612، انضم الميديون والبابليون لقواتهم لمحاصرة نينوى، واستولوا على المدينة بعد حصار طويل ووحشي، ولعب الميديون دورًا رئيسيًا في سقوط المدينة. ومع أن مصير سين شار إشكون غير مؤكد تمامًا، إلا أنه من المقبول عمومًا أنه مات دفاعًا عن نينوى.
بعد تدمير مدينة آشور عام 614، كان التتويج الآشوري التقليدي مستحيلًا، لذلك توِّج آشور أوباليط الثاني في حران، التي جعلها عاصمته الجديدة. بينما رآه البابليون كملك آشوري، من المحتمل أن الرعايا القلائل المتبقية الذين حكمهم آشور أوباليط الثاني لم يشاركوا هذا الرأي، وظل لقبه الرسمي وليًا للعهد (مار شري، الذي يعني حرفيا "ابن الملك"). ومع ذلك، فإن عدم كون آشور أوباليط الثاني ملكًا رسميًا لا يشير إلى وجود طعن في مطالبته بالعرش، فقط هو لم يخض مراسم الاحتفال التقليدية بعد. كان الهدف الرئيسي لآشور أوباليط الثاني هو استعادة قلب الآشوريين، بما في ذلك آشور ونينوى. وبدعم من قوات حلفائه، مصر والمانيون، كان هذا الطموح ممكنًا تمامًا، وربما بدا حكمه المؤقت من حران كولي للعهد، بدلًا من الملك المتوج شرعيًا، وكأنه ظرف مؤقت. بدلاً من ذلك، شكل حكم آشور أوباليط الثاني في حران السنوات الأخيرة للإمبراطورية الآشورية، والتي لم تعد موجودة فعليًا كدولة في هذه المرحلة. وبعد أن سافر نبوبولاسر نفسه في قلب الأراضي الآشورية التي تم احتلالها مؤخرًا في عام 610 من أجل ضمان الاستقرار، شرع جيش ميدي-بابلي في حملة ضد حران في نوفمبر عام 610. وخوفًا من اقتراب جيش ميدي بابلي، فر آشور أوباليط الثاني وفرقة من التعزيزات المصرية من المدينة إلى صحراء بلاد الشام. لقد استمر حصار حران من شتاء 610 إلى بداية 609 حيث استسلمت المدينة في النهاية. يمثل فشل آشور أوباليط الثاني في حران نهاية النظام الملكي الآشوري القديم، الذي لن يتم استعادته أبدًا.
بعد أن حكم البابليون حران لمدة ثلاثة أشهر، حاول آشور أوباليط الثاني مع قوة كبيرة من الجنود المصريين استعادة المدينة، وشن حصارًا في يونيو أو يوليو عام 609 قبل الميلاد. استمر حصاره لمدة شهرين على الأكثر، حتى أغسطس أو سبتمبر، قبل أن يجبره نبوبولاسر على التراجع. ربما تراجع أوباليط قبل ذلك.

## العواقب
المصير النهائي لآشور أوباليط الثاني غير معروف وحصاره على حران في 609 كان آخر مرة ذُكر فيها هو أو الأشوريون عمومًا في السجلات البابلية. وبعد معركة حران، استأنف نبوبلاسر حملته ضد ما تبقى من الجيش الآشوري في بداية عام 608 أو 607، ويُعتقد أن آشور أوباليط الثاني كان لا يزال على قيد الحياة في هذه المرحلة، لأن الفرعون المصري نخاو الثاني، للذي خلف إبسامتيك الأول في 608، قاد بنفسه جيشًا مصريًا كبيرًا إلى الأراضي الآشورية السابقة لإنقاذ حليفه من أجل قلب مجرى الحرب. لا يوجد أي ذكر لمعركة كبيرة بين المصريين والآشوريين والبابليين والميديين في 608 قبل الميلاد، والتي كان من الممكن ذكرها في المصادر المعاصرة لأنها كانت تمثل صراعًا بين القوى العسكرية الأربع الكبرى في عصرهم، ولم يرد ذكرها لاحقًا. من المحتمل أن آشور أوباليط الثاني مات في وقت ما خلال 608 قبل الميلاد، قبل أن تحدث مثل هذه المعركة. لقد كتب المؤرخ م. روتون أن آشور أوباليط الثاني كان من الممكن أن يعيش حتى 606، ومع ذلك، وبحلول هذا الوقت، لا تشير المصادر البابلية إلى الجيش المصري إلى الآشوريين أو ملكهم.
ومع أن آشور أوباليط الثاني لم يعد يذكر بعد 609، فقد استمرت الحملات المصرية في بلاد الشام لبعض الوقت حتى تعرضت لهزيمة ساحقة في معركة كركميش عام 605. لقد تواصلت مصر وبابل مع بعضهما طوال القرن التالي بشكل مباشر بعد سقوط آشور في كثير من الأحيان في حالة حرب للسيطرة على الهلال الخصيب.